# Поволи (Виченца)
Поволи је насеље у Италији у округу Виченца, региону Венето.
Према процени из 2011. у насељу је живело 36 становника. Насеље се налази на надморској висини од 319 м.